# The Borneo Post
The Borneo Post – malezyjska gazeta ukazująca się w języku angielskim, z siedzibą w mieście Kuching w stanie Sarawak. Została założona w 1978 roku. Jest dostępna również w formie serwisu internetowego.